# 紹斯波特 (康乃狄克州)
紹斯波特（英語：Southport），或稱南港，是位於美國康乃狄克州費爾菲爾德縣費爾菲爾德境內的一個人口普查指定地區。

## 地理
紹斯波特的座標為41°07′55″N 73°17′04″W / 41.13194°N 73.28444°W，而該地最高點為海拔高度5米（即16英尺）。

## 人口
根據2010年美國人口普查的數據，紹斯波特的面積為1.94平方千米，當中陸地面積為1.94平方千米，而水域面積為0.00平方千米。當地共有人口1,585人，而人口密度為每平方千米817人。